# Brouwerij Sint-Jozef (Appels)

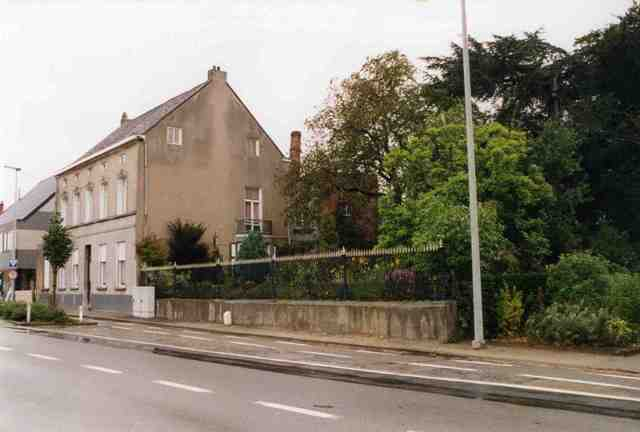
Het bewaarde brouwershuis langs de Bevrijdingslaan

Brouwerij Sint-Jozef of Brouwerij Hermans is een voormalige brouwerij in Appels in de Belgische provincie Oost-Vlaanderen. De brouwerij was actief van 1895 tot 1935.

## Geschiedenis
Brouwerij Sint-Jozef werd in 1895 opgericht door brouwer Léon Cesar Hermans die eveneens burgemeester was van Appels van 1904 tot 1921. 
Rond 1907 werd de brouwerij vergroot en na de Eerste Wereldoorlog werd er een weverij aangebouwd. In 1933 werd het oude brouwerijgebouw afgebroken en herbouwd en de weverij werd omgebouwd tot limonadefabriek met de naam "Apple - Monopole". Hoewel na de Tweede Wereldoorlog de brouwerij niet meer werd opgestart blijft de limonadefabriek actief tot 1954. In 1986-1987 wordt een groot deel van de gebouwen afgebroken.